# کولوسو
کولوسو (انگلیسی: Colosó) یک منطقه مسکونی در کشور کلمبیا است.